# NGC 260
NGC 260 je spirální galaxie v souhvězdí Andromedy. Její zdánlivá jasnost je 13,6m a úhlová velikost 0,8′ × 0,8′. Je vzdálená 240 milionů světelných let, průměr má 55 000 světelných let. Je členem skupiny galaxií LGG 12, skupiny galaxie NGC 252. Galaxii objevil 27. srpna 1865 Heinrich Louis d’Arrest.

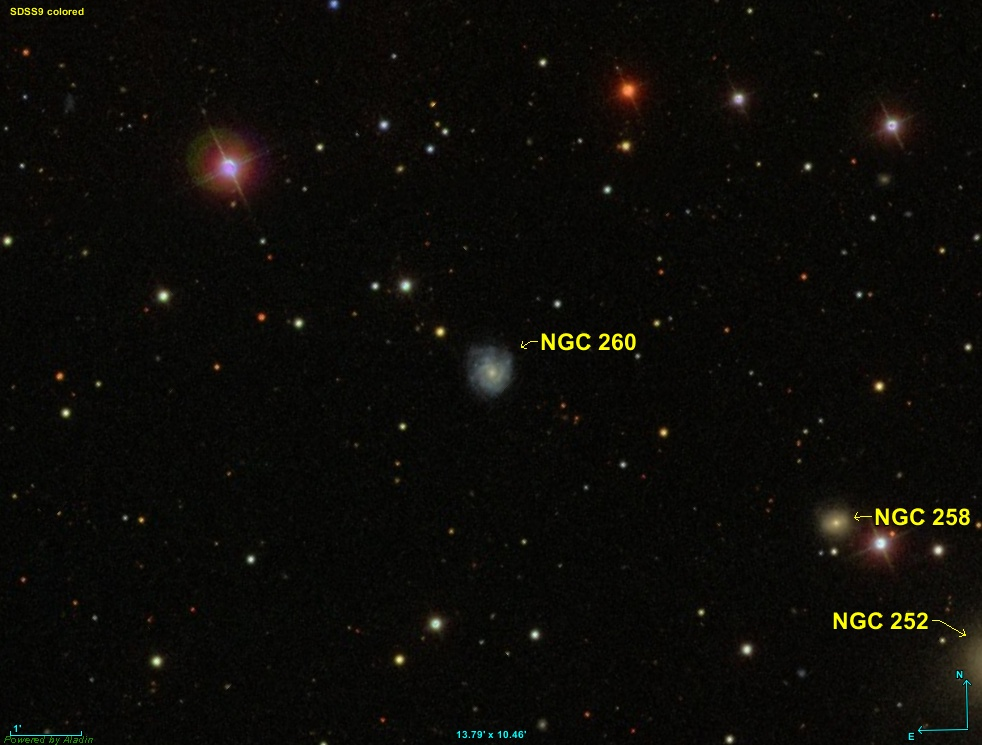
pár galaxií NGC 260 s galaxiemi NGC 258 a NGC 252 (SDSS)